# サナトゥルク2世
サナトゥルク2世（アラム語 (ハトラ方言):𐣮𐣭𐣨𐣣𐣥𐣲 snṭrwq、Sanatruq II）は、ハトラ（現在のイラク北部のニーナワー県モースルの南西約100km）の王。

## 略歴
サナトゥルク2世は古代都市ハトラの最後の王で、西暦200年頃から240/41年頃まで統治していた。サナトゥルク2世はアブサミヤ王の息子であり、ハトラで発見された9つの碑文に記されている。これらの碑文のうち2つだけが年号が書かれているが、両方とも解読が難しい（多分231と237/38）。サナトゥルク2世はシリアの資料ではサナトゥルクとして、アラブの資料ではダイジアンとサティルンとして登場する。
彼の碑文の一つは、サナトゥルク2世の立像から発見された。彼の妻はおそらくAbbuだった。二人の息子が知られている。アブサミヤは彼の祖父にちなんで名付けられ、サナトゥルク2世の相続人だった。もう一人の息子であるマナは235年に記録されており、彼の支配下にArabia of Wal（エデッサの南東の地域）があった模様。後者の証拠からサナトゥルク2世が領土を拡大したと思われる。娘Duspariは、549年（=AD238）の日付が付いた像から知られている。第二の像は彼女の娘Samayのものである。
サナトゥルク2世の下で、ハトラはローマの属国となった。AD 226/227年頃、サーサーン朝は成功せずに都市を攻撃したが、最終的に征服（ハトラの没落）され、サーサーン朝によって破壊された（おそらくAD 240/41年頃）。